# ماجراهای تام بامبادیل
ماجراهای تام بامبادیل (با عنوان کامل ماجراهای تام بامبادیل و دیگر اشعار کتاب سرخ سرحد غربی) نام مجموعه‌ای از اشعار سروده شده توسط جی. آر. آر. تالکین است که در سال ۱۹۶۶ منتشر شد. دو عدد از ۱۶ شعر از این اشعار مرتبط با شخصیت تام بامبادیل است؛ شخصیتی که فرودو بگینز و همراهانش در کتاب ارباب حلقه‌ها، یاران حلقه با وی برخورد کرده‌اند؛ بقیه اشعار مرتبط با حیوانات یا موجودات افسانه‌ای است.

## محتوا
1. ماجراهای تام بامبادیل
2. بامبادیل به قایق‌سواری می‌رود
3. ارانتری
4. شاهزاده می
5. مرد ماه‌نشین تا دیروقت بیدار بود*
6. مرد ماه‌نشین زود پایین آمد
7. ترول سنگی*
8. پِری چشمک‌زن
9. مولیپ‌ها
10. پیل*
11. فاستیتوکالون
12. گربه
13. عروسِ سابه
14. گنجینه
15. زنگوله دریایی
16. آخرین کشتی

- این اشعار در کتاب ارباب حلقه‌ها آمده‌است